# Giải bóng đá vô địch quốc gia Quần đảo Solomon 2005–06
 Giải bóng đá vô địch quốc gia Quần đảo Solomon 2005–06 hay Solomon Islands National Club Championship 2005–06 là mùa giải thứ ba của Giải bóng đá vô địch quốc gia Quần đảo Solomon ở Quần đảo Solomon. Marist FC giành chức vô địch đầu tiên. Tất cả các trận đấu đều diễn ra ở sân vận động trên sườn đồi Lawson Tama Stadium, với sức chứa khoảng 20.000 chỗ ngồi.

## Đội bóng
- Aimela FC
- Central United FC
- Koloale FC
- Kuara FC
- Mafi United
- Marist FC
- Mobile Cools
- Ngaube FC
- New Jersey FC
- Tematangi FC
- Uncles FC

## Bảng

### Bảng A
| XH | Đội           | St | T | H | B | BT | BB | HS  | Đ  |
| -- | ------------- | -- | - | - | - | -- | -- | --- | -- |
| 1  | Marist FC     | 5  | 5 | 0 | 0 | 14 | 4  | +10 | 15 |
| 2  | Uncles FC     | 5  | 3 | 1 | 1 | 24 | 7  | +17 | 10 |
| 3  | New Jersey FC | 5  | 3 | 1 | 1 | 19 | 7  | +12 | 10 |
| 4  | Tematangi FC  | 5  | 1 | 1 | 3 | 1  | 12 | -11 | 4  |
| 5  | Kuara FC      | 5  | 1 | 0 | 4 | 2  | 15 | -13 | 3  |
| 6  | Mafi United   | 5  | 0 | 1 | 4 | 7  | 22 | -15 | 1  |

### Bảng B
| XH | Đội               | St | T | H | B | BT | BB | HS  | Đ  |
| -- | ----------------- | -- | - | - | - | -- | -- | --- | -- |
| 1  | Koloale FC        | 4  | 3 | 1 | 0 | 13 | 7  | +6  | 10 |
| 2  | Central United FC | 4  | 2 | 2 | 0 | 7  | 4  | +3  | 8  |
| 3  | Aimela FC         | 4  | 2 | 0 | 2 | 15 | 9  | +6  | 6  |
| 4  | Ngaube FC         | 4  | 1 | 1 | 2 | 5  | 5  | 0   | 4  |
| 5  | Mobile Cools      | 4  | 0 | 0 | 4 | 4  | 19 | -15 | 0  |

## Vòng đấu loại trực tiếp

### Bán kết
| Marist FC | 4-0 | Central United FC |
| --------- | --- | ----------------- |
|           |     |                   |

| Koloale | 2-1 | Uncles FC |
| ------- | --- | --------- |
|         |     |           |

### Tranh hạng ba
| Central United FC | 2-2 (p.3-0) | Uncles FC |
| ----------------- | ----------- | --------- |
|                   |             |           |

### Chung kết
| Marist FC | 1-0 | Koloale |
| --------- | --- | ------- |
|           |     |         |